# 버번 스트리트

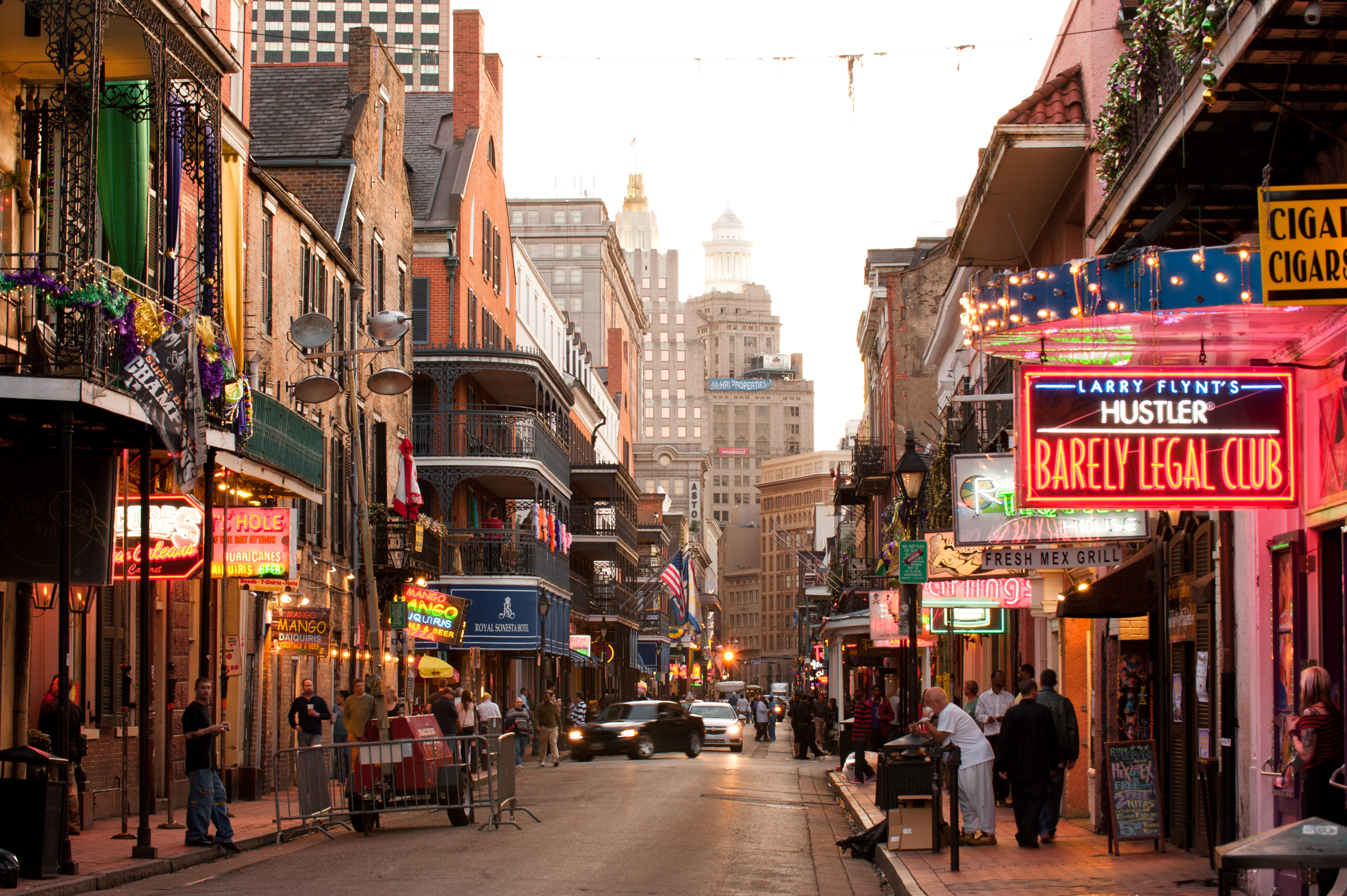

버번 스트리트(영어: Bourbon Street, 프랑스어: Rue Bourbon, 스페인어: Calle de Borbón)는 뉴올리언스 프렌치쿼터 중심부에 있는 역사적인 거리이다. 커낼 스트리트에서 에스플러네이드 애비뉴까지 12블록을 확장한 버번 스트리트는 수많은 바와 스트립 클럽으로 유명하다.
2017년 한 해에만 1,774만명의 방문객이 방문하는 뉴올리언스는 버번 스트리트를 주요 관광 명소로 삼고 있다. 2005년 허리케인 카트리나 이후 관광객 수는 매년 증가해 왔으며, 도시는 관광 기반을 성공적으로 재건했다. 매년 수백만 명의 방문객이 찾는 버번 스트리트는 뉴올리언스의 과거에 대한 풍부한 통찰력을 제공한다.

## 같이 보기
- 커낼 스트리트
- 프렌치쿼터
- 로열 스트리트